# Brad Potts
Bradley Michael Potts, detto Brad (Hexham, 3 luglio 1994) è un calciatore inglese, centrocampista del Preston North End.

## Carriera

### Club
Ha giocato nella seconda divisione inglese.

### Nazionale
Nel 2012 ha giocato una partita con la nazionale inglese Under-19.